# براون إتش تي
براون إتش تي (بالإنجليزية:Brown HT) ، ويسمى أيضًا (Chocolate Brown HT و Food Brown 3 و C.I. 20285) ، هو صبغة ديازو قطران الفحم الاصطناعية البني.
عند استخدامه كصبغة طعام ، يكون رقمه E هو E155. يتم استخدامه كبديل للكاكاو أو الكراميل كملون. يتم استخدامه بشكل أساسي في كعكات الشوكولاتة ، ولكن أيضًا في الحليب والأجبان والزبادي والمربيات ومنتجات الفاكهة والأسماك ومنتجات أخرى.
تمت الموافقة على استخدامه من قبل الاتحاد الأوروبي. وهي محظورة في أستراليا والنمسا وبلجيكا والدنمارك وفرنسا وألمانيا والنرويج والسويد وسويسرا والولايات المتحدة.

## التوافق
يمكن أن يترسب براون إتش تي في الكلى والأوعية الليمفاوية ويسبب الحساسية. الجرعة اليومية المسموح بها هي 0-3 ملليغرام لكل كيلوغرام من وزن الجسم.

## الاستعمال
وفقًا لقانون الموافقة المضافة (ZZulV) ، تمت الموافقة على براون إتش تي لأطعمة معينة فقط. يمكن استخدام الصبغة لتمييز اللحوم.
تستخدم هذه الصبغة بشكل رئيسي في صناعة الحلويات مثل الشوكولاتة.